# Wilhelm Reinking
Wilhelm Reinking (* 18. Oktober 1896 in Aachen; † 2. Juli 1985 in Berlin) war ein deutscher Bühnenbildner, Theaterregisseur und Schriftsteller.

## Leben und Wirken
Reinkings Vater war zur Zeit der Geburt seines Sohnes promovierter Chemie-Lehrer an der Staatlichen Fachschule für Textilindustrie in Aachen, zog jedoch vier Jahre später durch einen beruflichen Wechsel an die Badische Anilin & Sodafabrik nach Mannheim bzw. Ludwigshafen am Rhein. Wilhelm Reinking wuchs in Mannheim auf, studierte zunächst Architektur in Karlsruhe und Danzig sowie anschließend Theaterwissenschaft und Kunstgeschichte in München. Durch Artur Kutscher kam er in Kontakt mit dem Intendanten der Bayerischen Landesbühne in München, Heinrich Karl Strohm, der ihn 1924 probeweise szenische Entwürfe und Kostümskizzen für eine Inszenierung anfertigen ließ. Daraus ergab sich der erste Auftrag für Der Widerspenstigen Zähmung.
Heinrich K. Strohm wurde 1925 als Intendant an das Stadttheater Würzburg verpflichtet und holte Reinking dort als Technischen Leiter und Bühnenbildner ins erste Engagement. Hier bildete Reinking mit dem 1926 nach Würzburg verpflichteten Regisseur Arthur Maria Rabenalt und der Choreographin Claire Eckstein eine enge Arbeitsgemeinschaft, die erst infolge der politischen Ereignisse des Jahres 1933 auseinanderging. 1927 wechselten die drei ans Hessische Staatstheater Darmstadt unter Carl Ebert. Reinking und Eckstein heirateten in diesem Jahr. In Darmstadt schufen Rabenalt, Reinking und Eckstein modellhafte moderne Aufführungen, die bei den prominenten Kritikern der Weimarer Republik (wie Herbert Ihering oder Alfred Kerr) große Anerkennung fanden, von der nationalsozialistischen Presse jedoch zu „salonbolschewistischer Asphaltkultur“ erklärt wurden. Reinking entwarf in dieser Zeit etliche Ausstattungen auch für andere Theater, siedelte schließlich nach Berlin über, blieb Darmstadt jedoch durch einen Gastvertrag verbunden. 1932 arbeitete er erstmals für die Salzburger Festspiele. Nachdem Ebert, seit 1932 Intendant an der Städtischen Oper in Berlin, und sein Nachfolger in Darmstadt, Gustav Hartung, aus Deutschland emigriert waren, wurde Reinking von Hartungs Nachfolger 1933 entlassen.
Zwischen 1934 und 1937 arbeitete Reinking bei der MGM Synchronabteilung als Synchronregisseur. So war er u. a. Regisseur bei der deutschen Fassung von Meuterei auf der Bounty (1936). Nach eigenen Angaben wirkte er bei 14 Spielfilmen als Synchronregisseur.
Reinking wirkte später in Hamburg für die Oper und das Thalia Theater sowie für die Wiener Staatsoper. Nach dem Krieg arbeitete er u. a. mit Herbert von Karajan, Gustaf Gründgens, Boleslaw Barlog, Oscar Fritz Schuh, Günther Rennert, Gustav Rudolf Sellner, Rudolf Noelte und Hans Lietzau zusammen. Von 1954 bis 1973 war er Chefausstatter der Deutschen Oper Berlin.
Wilhelm Reinking beherrschte souverän die unterschiedlichsten Stile zwischen Expressionismus und Naturalismus. Er schuf ca. 450 Bühnenbilder für Oper, Schauspiel und Ballett und wirkte auch als Librettist, Übersetzer, Essayist und Typograph. Sein mehr als zehntausend Dokumente umfassendes Archiv befindet sich seit 1977 im Schiller-Nationalmuseum Marbach.

## Veröffentlichungen (Auswahl)
- Hans Freund, Wilhelm Reinking: Musikalisches Theater in Hamburg. Versuch über die Dramaturgie der Oper. Christians, Hamburg 1938.
- Wilhelm Reinking: Oper im Bild. Ein Querschnitt durch das deutsche Opernschaffen seit 1945. Hesse, Berlin 1961.
- Wilhelm Reinking: Verzeichnis meiner Arbeiten 1924–1964. Laokoon-Verlag, München 1964.
- Wilhelm Reinking: Spiel und Form. Werkstattbericht eines Bühnenbildners zum Gestaltwandel der Szene in den zwanziger und dreißiger Jahren. Hans Christians Verlag, Hamburg 1979, ISBN 3-7672-0628-5.
- Wilhelm Reinking: Die sechs Theaterprojekte des Architekten Joseph Futtenbach 1591–1667.  Tende, Frankfurt am Main 1984.